# Fiat Argo
Argo é um automóvel hatch da Fiat, que foi lançado no Brasil no dia 31 de maio de 2017, para substituir o Punto, Bravo e o Palio. Seu nome remete ao mito grego de Jasão e os Argonautas que viajavam a bordo da nau Argo, construída pelo semideus Argos, sob orientação da deusa Atena. Depois de cumprida sua missão, Argo foi consagrado à Poseidon e se transformou na Constelação de Argo. Vale dizer aqui que o hatch premium é uma das estrelas da Fiat e está entre os veículos mais vendidos do Brasil.
Em seu lançamento teve as versões: Drive 1.0, Drive 1.3, Drive 1.3 GSR, HGT 1.8, HGT 1.8 AT6 e Opening Edition Mopar 1.8 AT6.
 Seu câmbio pode ser mecânico de 5 marchas (1.0, 1.3 e 1.8), automatizado GSR de 5 marchas para o 1.3 (o mesmo usado no Fiat Mobi) ou automático de 6 marchas exclusivo do 1.8 (compartilhado com Jeep Renegade e Fiat Toro). 
Em 2025 no modelo 2026 o Argo tem como versões: 1.0, Drive 1.0, Drive 1.3 CVT, Trekking 1.3 e Trekking 1.3 CVT, ele oferece os câmbios manual de 5 marchas(1.0 e 1.3) e o CVT de 7 marchas simuladas (1.3). A versão Drive 1.3 CVT oferece o pacote opcional S-Desing que remete a antiga versão HGT com adereços escurecidos, rodas exclusivas e farois em full led.

Farois Fiat Argo 2026 Full Led

Fiat Argo com novo para-choque

Em 2020 recebeu a nova grade frontal com o novo padrão de logo da Fiat junto com o volante com logo preto e branca, também descontinuou o cambio GSR. Em 2023 o Argo sofreu um leve facelift mudando o volante para o do Pulse e um novo para-choque frontal. Já em 2025 o hatch teve mais um leve facelift que alterou os faróis halógenos para os full led para as versões Drive 1.3 e Trekking e substituiu o farol de neblina halógeno para um projetor de led no pacote opcional S-Desing e na versão Trekking.

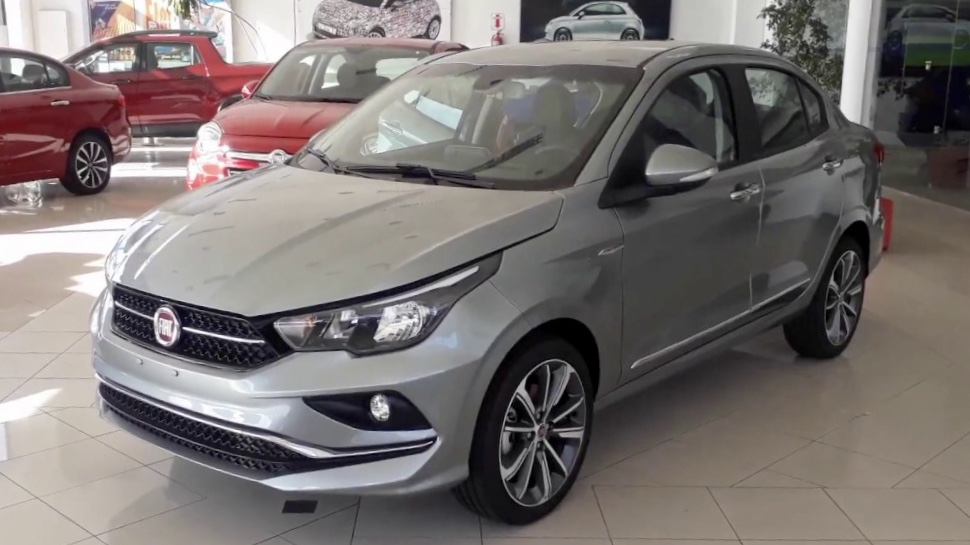
Fiat Cronos, o sedã do Argo.

Foi lançado também uma versão sedã, batizada com Fiat Cronos, para substituir o Grand Siena, em 2018.Ele conta com os mesmos equipamentos do Argo e motorizações, porém com um maior espaço interno e design diferente do Argo com um toque luxuoso com apliques em cromado e com lanternas em full led.

Interior do Fiat Argo

A grande aposta da Fiat está no interior do carro, onde promete um nível de acabamento e qualidade acima do padrão que a montadora utilizava até 2017 com materiais de toque macio nas portas em tecido ou couro sintético, plásticos com texturas e cores variadas em todas as versões, bancos confortáveis e interior com teto em preto para uma sensação de esportividade
Em abril de 2019, o Argo ganhou a versão aventureira Trekking.
Seu lançamento no México foi anunciado pela FCA do México para os primeiros meses de 2020, 2 anos após sua introdução original em 2018, embora nenhum detalhe seja revelado para sua chegada ao mercado mexicano.O Argo restaurado chegou ao mercado mexicano em 15 de setembro de 2020. É oferecido em cinco níveis de acabamento; Drive, Drive Plus, Trekking, Precision e HGT.

## Plataforma
O Fiat Argo estreia uma nova plataforma, chamada MP1, que utiliza apenas 20% da base do Punto e todo o restante é novo. Essa nova base possui aços de alta e ultra resistência e oferece maior rigidez torcional (+7% que o antecessor Punto).

## Teste de segurança noLatin NCAP
O Latin NCAP fez um teste de segurança do veículo (em conjunto com o Fiat Cronos) em dezembro de 2021 e obteve nenhuma estrela, sendo 24% para motorista, 10% para crianças, 37% para pedestres vulneráveis e 7% em sistemas de segurança.
O veículo contém Airbag frontal para motorista e passageiro, protensores no cinto, airbag lateral de peito opcional para motorista e passageiro, lembrete do cinto de segurança apenas para motorista, e contém isofix.